# Carlo De Mejo
Carlo De Mejo, né à Rome le 17 janvier 1945 et mort dans la même ville le 18 décembre 2015 est un acteur italien.

## Biographie
Né à Rome, Carlo De Mejo est le fils aîné du compositeur de jazz Oscar De Mejo et de l'actrice Alida Valli. Après quelques rôles mineurs, il se fait connaître grâce au rôle d'un prostitué dans Théorème de Pier Paolo Pasolini. En 1970, il joue Claude dans Giuseppe Patroni Griffi et Victor Spinetti l'adaptation italienne de la comédie musicale Hair.  Dans les années suivantes, il est actif en tant qu'acteur de genre, et en particulier les films d'épouvante cultes de Lucio Fulci .

## Filmographie partielle
- 1967 : Caprice à l'italienne (Capriccio all'italiana), réalisateurs divers
- 1968 : L'oro di Londra, de Guglielmo Morandi
- 1968 : Théorème, de Pier Paolo Pasolini
- 1968 : Un corps, une nuit (Summit), de Giorgio Bontempi
- 1969 : La Bataille du Sinaï (La battaglia del Sinai ou Hamisha Yamim B'Sinai), de Maurizio Lucidi : Ylan
- 1970 : Microscopic Liquid Subway to Oblivion, de John W. Shadow
- 1970 : Ici Londres… la colombe ne doit pas voler (La colomba non deve volare), de Sergio Garrone
- 1971 : Equinozio, de Maurizio Ponzi
- 1972 : L'etrusco uccide ancora, de Armando Crispino
- 1972 : Quando le donne si chiamavano madonne, de Aldo Grimaldi
- 1972 : Un homme est mort  (Funerale a Los Angeles), de Jacques Deray
- 1973 : Défense de savoir , de Nadine Trintignant
- 1975 : L'ultima chance, de Maurizio Lucidi
- 1975 : L'undicesimo comandamento (Das Netz), de Manfred Purzer
- 1976 : La sposina, de Sergio Bergonzelli
- 1976 : Le Pont de Cassandra (The Cassandra Crossing), de George Pan Cosmatos
- 1977 : Un cuore semplice, de Giorgio Ferrara
- 1978 : Porco mondo, de Sergio Bergonzelli
- 1979 : Eros Perversion, de Ron Wertheim
- 1979 : Amanti miei, de Aldo Grimaldi
- 1979 : La ragazza del vagone letto, de Ferdinando Baldi
- 1980 : Contamination, de Luigi Cozzi
- 1980 : Frayeurs  (Paura nella città dei morti viventi), de Lucio Fulci
- 1980 : La locanda della maladolescenza, de Marco Sole
- 1981 : L'Autre Enfer (L'altro inferno'), de Bruno Mattei
- 1981 : La Maison près du cimetière (Quella villa accanto al cimitero), de Lucio Fulci
- 1982 : Manhattan Baby, de Lucio Fulci
- 1983 : Révolte au pénitencier de filles (Blade Violent - I violenti), de Bruno Mattei
- 1984 : Al limite, cioè, non glielo dico, de Franco Rossetti
- 1988 : À notre regrettable époux, de Serge Korber
- 1999 : Frutto proibito, épisode I fobici, de Giancarlo Scarchilli